# Port-Saint-Père
Port-Saint-Père är en kommun i departementet Loire-Atlantique i regionen Pays de la Loire i nordvästra Frankrike. Kommunen ligger i kantonen Le Pellerin som tillhör arrondissementet Nantes. År 2022 hade Port-Saint-Père 3 046 invånare.

## Befolkningsutveckling
Antalet invånare i kommunen Port-Saint-Père
| Referens: INSEE |